# Hotline Miami 2: Wrong Number
Hotline Miami 2: Wrong Number – komputerowa gra akcji wydana 10 marca 2015 roku przez Devolver Digital. Jest to kontynuacja Hotline Miami z 2012 roku.

## Rozgrywka
Hotline Miami 2: Wrong Number to komputerowa gra akcji widziana z lotu ptaka. Rozgrywka jest podzielona na dwuwymiarowe etapy, a w każdym z nich gracz ma za zadanie pokonać wszystkich wrogów. Postać może używać ataków wręcz i dystansowych, a także wykorzystywać elementy otoczenia np. drzwi. W większości rozdziałów gracz przejmuje kontrolę nad inną postacią. Każda z nich ma unikalne zdolności takie jak uniki lub pokonywanie przeciwników bez użycia broni. Co więcej, na początku poziomu gracz może wybrać maskę, która modyfikuje umiejętności postaci.
Zarówno gracz, jak i wrogowie mogą zostać zabici pojedynczym atakiem, przywracając poziom do stanu początkowego. W miarę postępów w grze pojawiają się różne rodzaje wrogów, w tym psy stróżujące odporne na ataki wręcz czy bandyci, którzy są odporni na wszystko oprócz kul. Po ukończeniu poziomu gracz jest oceniany w zależności od tego, jak walczył. Dodatkowe punkty przyznawane są za szybkie przejście etapu, używanie kombinacji ciosów czy ciągłe pozostawanie w ruchu. Po ukończeniu gry dostępny jest tryb „Hard Mode”, w którym wrogowie są trudniejsi do pokonania, a umiejętności takie jak blokowanie wrogów są wyłączone.

## Odbiór
Krytycy pozytywnie ocenili warstwę audio gry. Krystian Smoszna z serwisu Gry-Online pisał: „Tak perfekcyjnie skonstruowanego soundtracku, na dodatek składającego się wyłącznie z licencjonowanych utworów, dawno nie słyszałem”. Dodatkowo podkreślił, że utwory dostępne są za darmo z poziomu folderu z grą. Chloi Rad z IGN podkreślił, że podobnie jak w przypadku pierwszej części utwory napędzają gracza do dalszej gry. Danny O’Dwyer z serwisu GameSpot pochwalił ścieżkę dźwiękową, pisząc, że jest nie tylko dobra, ale jest jej więcej niż w pierwszej odsłonie.